# Ductil Steel
Ductil Steel Buzău este un producător de sârmă și derivate din sârmă și unul dintre cei mai importanți jucători de pe piața de profil din România. Compania a fost înființată în anul 1963, cu numele Întreprinderea de Sârmă și Produse din Sârmă Buzău.
În anul 1991 Întreprinderea de Sârmă și Produse din Sârmă Buzău devenea, prin procesul de privatizare, S.C. Ductil S.A. Buzău. Divizarea acesteia, în 1999, coincide cu ultima etapă a procesului de privatizare și duce la apariția a trei companii: S.C. Ductil, având ca obiect de activitate producerea și comercializarea consumabilelor de sudură. S.C. Ductil Iron Powder S.A., producător de pulberi feroase, și S.C. Ductil Steel S.A. axată pe producerea și comercializarea sârmelor și a produselor din sârmă.
În august 2008, acționarii firmei erau compania italiană FRO Spa, din grupul Air Liquide Welding, cu 71,84% din titluri, fondul de investiții Broadhurst Investments care cu 11,71% din capital și alți acționari - 16,46%.
In ianuarie 2025, cladirile Ductil Steel nu mai exista, au fost daramate pentru a face loc altor constructii si altor investitii. 